# Maria Bałabanówna
Maria Teodozja Bałabanówna (Bałłaban) (ur. 19 września 1894 we Lwowie, zm. 28 października 1974) – polska polityk, działaczka społeczna i nauczycielka, posłanka na Sejm III kadencji w latach 1930–1935.

## Życiorys
Urodziła się w rodzinie Józefa Tomasza i Marii z domu Lisiewicz. Ojciec był nauczycielem. Ukończyła szkołę powszechną i Miejskie Liceum Żeńskie imienia Królowej Jadwigi we Lwowie maturą w 1910, a następnie szkołę gospodarstwa w Weisswasser. Kolejną jej szkołą było eksternistyczne żeńskie Seminarium Nauczycielskie imienia Adama Asnyka, gdzie naukę zakończyła w 1913. Podczas I wojny światowej działała we lwowskiej Lidze Kobiet w sekcji wydawniczej oraz w Naczelnym Komitecie Narodowym. Od 1917 uczyła w szkołach ludowych we Lwowie, między innymi w szkole imienia świętego Antoniego. W latach 1918–1919 jako członkini Ochotniczej Legii Kobiet i Miejskiej Straży Obywatelskiej uczestniczyła w obronie Lwowa w wyniku czego została uhonorowana Odznaką Honorową „Orlęta”. W 1919 zdała egzamin na nauczyciela szkół ludowych a w 1920 pracowała w Polskim Białym Krzyżu. Stopniowo awansowała jako nauczycielka, już od 1922, dzięki zdobytemu patentowi na nauczyciela szkół wydziałowych, uczyła w lwowskich szkołach wydziałowych (między innymi języka polskiego i literatury, historii, języka niemieckiego). Od 1924 była nauczycielką w szkole dla dorosłych. W 1927 została nauczycielką w szkole ćwiczeń II Państwowego Liceum Pedagogicznego we Lwowie, w tym samym roku współzakładała Związek Pracy Obywatelskiej Kobiet. Działała również w Związku Nauczycielstwa Polskiego. W latach 1928–1929 studiowała w Wolnej Wszechnicy Polskiej w ramach Studium Pracy Społeczno-Oświatowej. Od 1930 przewodniczyła Zrzeszeniu Wojewódzkiemu Związku Pracy Obywatelskiej Kobiet w Tarnopolu. Do Sejmu III kadencji weszła z listy nr 1 (BBWR) w okręgu nr 54 (Tarnopol) w wyniku wyborów przeprowadzonych w 1930. Mandat sprawowała do końca kadencji w 1935 oraz zasiadała w komisji opieki społecznej i inwalidzkiej jako jej sekretarz i w komisji oświatowej (zastępczyni członka). Nie odnotowano żadnych jej publicznych wystąpień na forum Sejmu. Po zakończeniu kadencji powróciła do pracy zawodowej, od 1938 pracowała jako nauczycielka w szkole powszechnej. W latach 1935–1939 była także kierowniczką Wydziału Spraw Wiejskich Związku Pracy Obywatelskiej Kobiet. Zmarła 28 października 1974 w Gliwicach i została pochowana na cmentarzu Parafii św. Antoniego w Gliwicach-Wójtowej Wsi. Na tym samym cmentarzu spoczywają jej młodsze siostry: Aleksandra (1900–1983) i Janina (1904–1978).